# Manti (Utah)
Manti ist ein Ort und County Seat des Sanpete County im Bundesstaat Utah. Das U.S. Census Bureau hat bei der Volkszählung 2020 eine Einwohnerzahl von 3429 ermittelt.
Der Manti-Utah-Tempel ist eine der ersten Kirchen, die von den Mormonen hier errichtet wurden.

## Geographie
Der Ort bedeckt eine Fläche von 5,1 km² (2,0 mi²).

## Demographie
Am 1. Juli 2004 lebten in Manti 3170 Menschen.

### Altersstruktur
| Bevölkerung | Jahre | Anteil  |
| ----------- | ----- | ------- |
| unter       | 18    | 38,10 % |
| von         | 18–24 | 10,60 % |
| von         | 25–44 | 20,60 % |
| von         | 45–64 | 17,60 % |
| über        | 65    | 13,10 % |

- Das durchschnittliche Alter beträgt 26 Jahre.

## Persönlichkeiten
- Julia Christiansen Hoffman (1856–1934), Künstlerin und Kunstmäzenin